# أبو مسحل الأعرابي
أبو مسحل عبد الوهاب بن جريش الأعرابي (~170هـ/786م - ~230هـ/845م) لغوي ونحوي وشاعر عربي من العصر العباسي الأول.

## سيرته
لا يُعرَف بالضبط تاريخ ميلاد عبد الوهاب بن جريش، ويُقدَّر أنَّه ولِدَ قرابة 170هـ، وكان ميلاده في نجد، وتعود أصوله إلى بني ربيعة من قبيلة تميم. انتقل عبد الوهاب بصحبة أبيه إلى عاصمة الخلافة بغداد، وتتلمذ هناك لدى الكسائي وعلي بن المبارك الأحمر وأبي العباس الشيباني، وأخذ عن أساتذته اللغة والنحو وقراءات القرآن الكريم. وفي بغداد كان أبو مسحل يرتاد المسجد لغرض التعليم والتعلُّم، وفي فترة خلافة المأمون توثَّقت صلاته بالحسن بن سهل، وهو أحد وزراء المأمون، وكان أبو مسحل يناظر عبد الملك الأصمعي، الذي كان يكبره في السن. اهتمَّ أبو مسحل بالنحو العربي، إلا أنَّه لم يكن مشهوراً، وكان كوفي المذهب كأساتذته. عمَّر عبد الوهاب الأعرابي عمراً طويلاً، ويُقدَّر أنَّ وفاته كانت قرابة 230هـ.

## مؤلفاته
تُنسَب إليه المؤلفات التالية:
- «النوادر» (مطبوع).
- «الغريب» (مفقود).